# Mirco Reseg

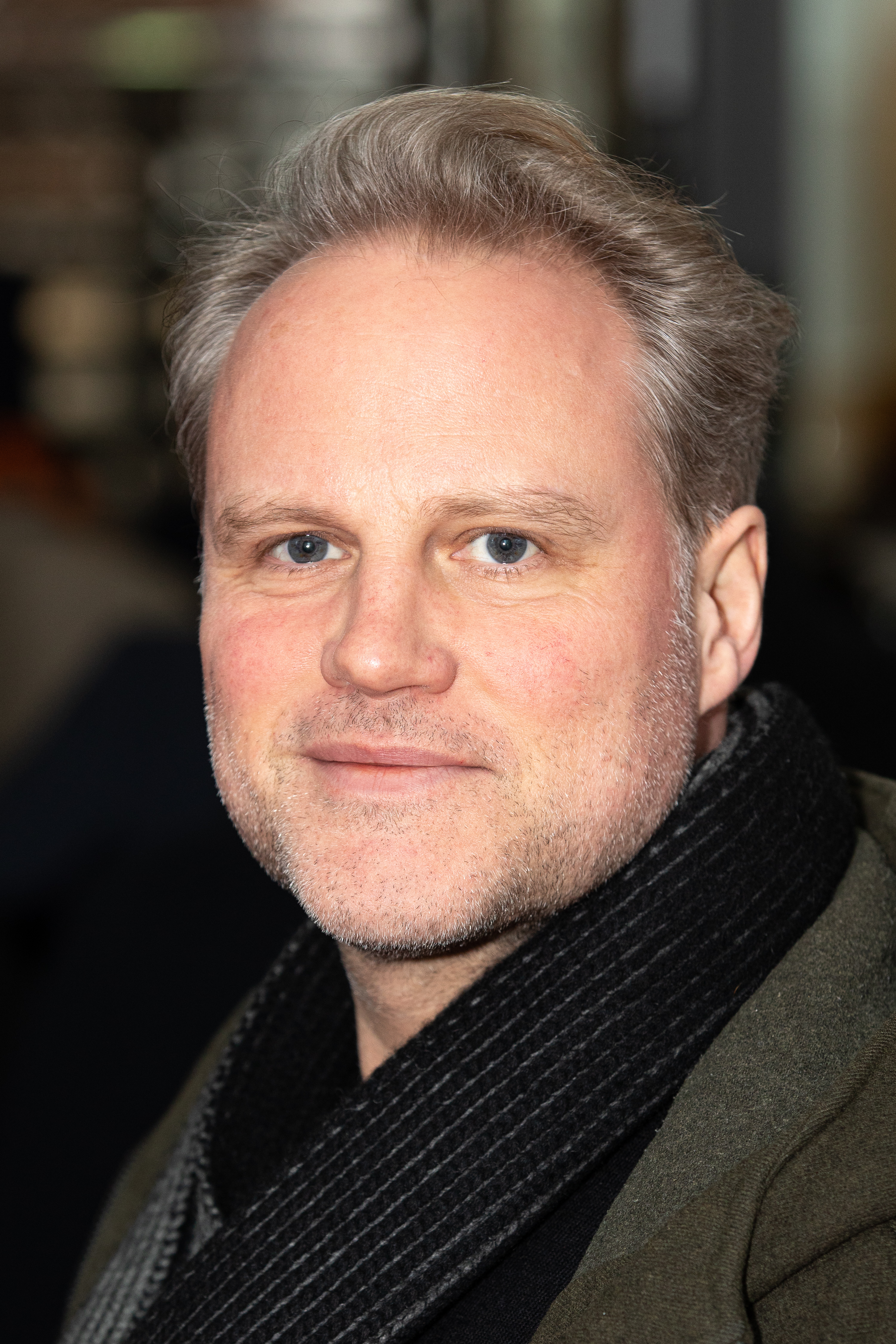
Mirco Reseg (2020)

Mirco Reseg (* 28. Oktober 1972 in Düsseldorf) ist ein deutscher Schauspieler.

## Leben
Reseg machte bereits im Einschulungsalter eine Schlagzeugausbildung. Er und eine weitere Person gründeten das Duo The Magic. Er besuchte die Gerhart-Hauptmann-Realschule in Hannover. Von 1997 bis 2000 absolvierte Reseg eine Schauspielausbildung an der Schauspielschule der Keller in Köln, unter der Leitung von Meinhard Zanger. Während der Ausbildung engagierte er sich am der Schauspielschule angeschlossenen Theater der Keller. Ferner spielte er am Schauspiel Frankfurt, Theater Oberhausen, Theater Bonn, Nationaltheater Weimar und am Hessischen Staatstheater Wiesbaden. Er wirkte bisher in Fernsehproduktionen wie Sechserpack, SOKO Köln und Lindenstraße mit. Seit 2021 ist Reseg Werbefigur für einen Kreditanbieter. Außerdem setzt er sich für die Arbeit verschiedener Filmhochschulen ein.

## Filmografie (Auswahl)
- 2001: Stiller Sturm
- 2003–2009: Sechserpack
- 2003: Der Poet (The Poet)
- 2004: Das Büro
- 2005: Die letzte Schlacht
- 2007, 2022: SOKO Köln
- 2007: Lindenstraße
- 2008: Herzog
- 2009: Doctor’s Diary
- 2009: Alarm für Cobra 11 – Die Autobahnpolizei, Folge Operation: Gemini
- 2010–2011: Lena – Liebe meines Lebens
- 2010: Inga Lindström – Millionäre küsst man nicht
- 2011: Countdown – Die Jagd beginnt, Folge Alte Freunde
- 2011: Heiter bis tödlich: Henker & Richter – Feuerteufel
- 2011: Die Quellen des Lebens[4]
- 2012: Tatort: Das Wunder von Wolbeck
- 2012: König von Deutschland
- 2012: Blonder als die Polizei erlaubt
- 2012: Inga Lindström – Der Tag am See
- 2013: Einmal Hans mit scharfer Soße
- 2013: Inga Lindström – Wer, wenn nicht du
- 2013: Die Familiendetektivin (Fernsehserie)
- 2015: In aller Freundschaft (Fernsehserie)
- 2015: Notruf Hafenkante (Fernsehserie, Folge Ausgetickt)
- 2015: Dr. Klein (Fernsehserie, 4 Folgen)
- 2015: Kommissarin Heller – Hitzschlag
- 2015: Letzte Spur Berlin – Sternenstaub
- 2017: Triple Ex
- 2017: In aller Freundschaft – Die jungen Ärzte (Fernsehserie, Folge Bis dass die Zeit uns scheidet)
- 2017: Familie Dr. Kleist (Fernsehserie, Folge Banges Warten)
- 2018: Inga Lindström: Lilith und die Sache mit den Männern
- 2018: Wilsberg: Prognose Mord (Fernsehreihe)
- 2018–2019: Alles oder nichts (Fernsehserie)
- 2020: Notruf Hafenkante (Fernsehserie, Folge Immer am Limit)
- 2022: In aller Freundschaft (Fernsehserie, Folge Die Gewissheit von gestern)
- 2023: Mit Herz und Holly: Diagnose Neustart
- 2023: Mit Herz und Holly: Muttergefühle
- 2024: Mit Herz und Holly: Lichtblicke
- 2024: Mit Herz und Holly: Kleine Wunder
- 2024: Blutige Anfänger (Fernsehserie, Folge "Edelfeder")

## Auszeichnungen
- Gewinner des Kölner Puck 2000 für den besten Kölner Nachwuchsschauspieler für seine Darstellung des Ruprecht in Kleists Lustspiel Der zerbrochne Krug (Regie: Meinhard Zanger)